# Дужност (2. сезона)
Друга сезона серије Дужност је емитована од 12. фебруара до 19. марта 2014. године и броји 6 епизода.

## Опис
Кили Хос је заменила Ленија Џејмса на почетку ове сезоне.

## Улоге
- Кили Хос као Детективка инспекторка Линдзи Дентон
- Мартин Компстон као Детектив наредник Стив Арнот
- Вики Меклур као Детективна позорница Кејт Флеминг
- Адријан Данбар као Надзорник Тед Хејстингс
- Крег Паркинсон као Детектив наредник Метју Котан

## Епизоде
| Бр. еп. (укупно) | Бр. еп. (у сезони) | Наслов          | Редитељ        | Сценариста   | Премијера         | Гледаност у Великој Британији (милиони) |
| --- | ------------------ | --------------- | -------------- | ------------ | ----------------- | --------------------------------------- |
| 6 | 1                  | "Заседа"        | Даглас Мекинон | Џед Меркурио | 12. фебруар 2014. | 2.74                                    |
| Полицијски конвој који је превозио заштићеног сведока је нападнут. Сведок је пребачен у болницу, а сви полицијски службеници побијени − сем инспекторке Линдзи Дентон која је уредила дејство у врло кратком року и само обавестила ЗГН Драјдена. Тед Хејстингс је рекао Стиву и Кејт да истраже Дентонову, али је Кејт у почетку тражила да не учествује и објаснила да се спремала са Џејн Ејкерс, једном од побијених службеника, али и да је имала прељубу са Џејниним супругом Ричом. Њу је заменила Џорџија Тротман, занесена, али мање искусна службеница коју мучи то што се екипа опходи према Дентоновој као према осумњиченој и проверава њено новчано стање. Ипак, она и Стив су се убрзо зближили, а Хејстингс покушава да изглади односе са својом отуђеном супругом. Дентонова, коју сарадници избегавају, је пребачена у Одељење за нестале особе, а Кејт, која је поново пошла на тајни задатак, постала јој је помоћница. Кејт је претила Дентонову до старачког дома где јој мајка живи и видела како улази у болницу где је сведок примљен. Џорџија и Стив су пожурили у болницу и ухватили човека прерушеног у болничара. Стив је онесвешћен, Џорџија, која је видела лице убице, бачена кроз прозор, а сведок убијен. |                    |                 |                |              |                   |                                         |
| 7 | 2                  | "Карли"         | Даглас Мекинон | Џед Меркурио | 19. фебруар 2014. | 3.21                                    |
| Стив је открио да је болничарки која је неговала сведока, Клер Тиндал, запретио човек кога зна као Џоа да да убици приступ, али кога не може да препозна. Дентонова започињ свој посао у Одељењу за нестале особе случајем нестале девојке Карли Кирк. Док су радиле заједно, Кејт је покушала да задобије поверење Дентонове, али ју је Дентонова провалила, напала и украла јој телефон. Са Дентоновом је поново разговарану у ПП-12 при чему је она рекла да је звала болницу како би их питала да је сведок ослободи кривице, али јој екипа није поверовала па ју је Хејстингс ухапсио због завере. У том тренутку, Дентонова је окренула сто и званично изнела доказе да је Стив незванично романтично посећивао Клер, да Хејстингс има новчане тешкоће (нешто што је раније помињао кад је говорио да је Дентонова склона примању мита) и да Кејтин мобилни има "занимљив" списак позива (алудиарјући на њену прељубу са Ричардом Ејкерсом). У међувремену, у штампи је изашла прича да је ЗГН Драјден преузео казнене бодове своје супруге кад је направила саобраћајни прекршај. Упоредо са тим, Дентонова се посвађала са својом сусетком пијаницом. Сусетка је пуштаа гласну музику ноћу и прихватила је новац у замену да престане. Једно вече је Дентонова пукла и ударила је флашом вина што је касније очистила и решила. Кад је сусетка пријавила напад, Дентонова је то ладно порицала. Музика је поново засметала Дентоновој па је она открила да су врата њеног стана отворена, а она спава док се кромпирићи на шпорету прже. По навици, Дентонова је искључила шпорет, узела новац и отишла. |                    |                 |                |              |                   |                                         |
| 8 | 3                  | "Иза решетака"  | Даглас Мекинон | Џед Меркурио | 26. фебруар 2014. | 3.34                                    |
| Дентонва је задржана у притвору где су је злостављали и чувари и робијаши приликом чега су јој руке гадно опечене и била је упозорена да не разговара са органима реда. Хејстингс је захтевао списе о заштити сведока од Драјдена помоћу чега је ПП-12 открио лик мртвог сведока − Томија Хантера, вође багре кога је раније хапсио Тони Гејтс. Котан верује да је кртица која је издала пратњу у ствари Џејн Ејкерс, службеница за везу. Кејт је посетила Дентонову, која зна за њену прељубу са Џејниним супругом на шта и Котан сумња. Оптужбе Дентонове су изазвале трење између Хејстингса и Стива, а Драјденов саобраћајни прекршај и даље заоукпља штампу. Како би одвукао пажњу са себе, Драјден је изнео податак да је Дентонова под истрагом. На месту где је Дентонова украла Кејт мобилни и раскринкала је, Кејт је октрила тело, наводно нестале Карли па је поново разговарала са Дентоновом која тврди да је Драјден, жењен човек, имао прељубу са њом и сместио јој. Кејт је открила да Драјден и Дентонова јесу раније радили заједно што је мало поткрепило ту причу. Котан је открио преко форензичких рачуновођа да је Ејкерсова примила велику своту новца недуго пре него што је умрла. |                    |                 |                |              |                   |                                         |
| 9 | 4                  | "Крвави новац"  | Данијел Нетим  | Џед Меркурио | 5. март 2014.     | 3.46                                    |
| Стив и Кејт су убедили Хејстингса да доведе Драјдена на саслушање, али откривају да је ЗГН несарадљив и хладан. Суочили су се са још једном тешкоћом кад је екипа Одељења за тешке насилне злочине привела Ричарда Ејкерса пре њих јер је Стив грешком мислио да Ричард не зна за мићење своје супруге па је одлучио да он нема предност. Кад су успели да разговарају са Ејкерсом, он је открио да је Џејн држала податке о Томију као осигурање и сакрила их у сандучету. Подаци показују да је Томи претио да ће одати разне странке међу којима су и подмићени службеници "све од ђубрета дволичног до Потрчка" ако му не обезбеде заштиту сведока и отпорност. Снимак Драјденовог јавног критиковања Томија и таквих као он су указали да је да је подмићени службеник у питању он па је ПП-12 почео да тражи лик "Потрчка". Дентоновој је одобрено да посети мајку на самрти у старачком дому, али у повратку, затворски комби са Дентоновом је изгуран са пута. Бежећи из страха за свој живот, Дентонова је открила да је јуре два подмићена полицијска службеника међу којима је и човек који је убио Џорџију Тротман. |                    |                 |                |              |                   |                                         |
| 10 | 5                  | "Последње речи" | Данијел Нетим  | Џед Меркурио | 12. март 2014.    | 3.73                                    |
| Дентонова је успела да побегне својим отмичарима под насилним околностима које су довеле до смрти једног и одвожења у болницу другог, а екипа из ПП-12 бива присиљена да одлучи где им лежи оданост међу Дентоновом и Драјденом. Уз доказе који говоре против овог другог, а откриће слике на којој су Драјден и петнаестогодишња Карли Кирк "на делу" последњи ексер у мртвачком сандуку, Стив и Кејт су коначно ухапсили ЗГН-а. Ипак, кад су му представљени докази ПП-12, Драјден је и даље снажно тврдио да му смештају. У међувремену, Котан се обрадио ДП Мортону из своје старе екипе. Мортон је био службеник који је обелоданио причу о Драјденовом саобраћајном прекршају штампи, а Котан га је уценио да каже да су покојном отмичару Џеремију Колу сарадници дали надимак "Потрчко". |                    |                 |                |              |                   |                                         |
| 11 | 6                  | "Потрчко"       | Данијел Нетим  | Џед Меркурио | 19. март 2014.    | 4.12                                    |
| Драјден тврди да је Дентонова била салона кола кад је сликан са Карли. Стив се зближава са Дентоновом, али је открио Кејт да је на тајном задатку као што је она раније била. Стив је пронашао новац за отплату скривен међу стварима које је Дентонова узела из мајчине собе.Епилог: Закопано тело није Карлино јер је побегла из земље за шта нису знали ни органи реда ни подземље. ДН Прасад, који је извео заседу и отео Дентонову, дао је доказе против ње у замену за потпуну заштиту од оптужбе. ДП Мортно није сумњичен ни за какве мутне радње и за годину дана одлази у пензију. Наставио је да продаје поверљиве податке штампи. ЗГН Драјдену је дата условна казна због прикривања супругине казне за брзу вожњу, а он је дао отказ. Дентонова је осуђена за заверу за убиство на доживотну робију. Котан је замољен да остане у ПП-12. Одељење за тешке насилне злочине је наставило да истражује ко је средио Томијево убиство, али нико за то сем Дентонове није сумњичен. |                    |                 |                |              |                   |                                         |